# Bélmez
Bélmez là một đô thị ở tỉnh Córdoba, Tây Ban Nha. Đô thị này có dân số theo điều tra năm 2006 là 3440 người. Bélmez có diện tích 211 km² với mật độ 16,3 ngườib/km². Đô thị này nằm ở độ cao 532 m và cách tỉnh lỵ 71 km. 
www.belmezdelamoraleda.com Lưu trữ 2010-11-13 tại Wayback Machine